# Miquel Pardàs i Roure
Miquel Pardàs i Roure (* 19. Mai 1817 in Verges, Katalonien; † in Barcelona 28. April 1872) war ein katalanischer Musiktheoretiker und Choreograf. Er war ein erstklassiger Sardana-Tänzer und hat die Choreografie dieses katalanischen Volkstanzes entscheidend mitgeprägt. Er hat vor allem das schon vorhandene Regelwerk zu diesem Tanz gesammelt und zu einem neuen Ganzen geformt. 1850 veröffentlichte er die erste Sardana-Schule: Mètodo per apendre de ballar sardanes llargues (‚Methode, um die Sardana llarga tanzen zu lernen‘).

## Ein Leben für die Sardana
Pardàs stammte aus Verges. Bereits als Jugendlicher kam er nach Torroella de Montgrí. Er führte dort einen Lebensmittel- und Kurzwarenladen.  Er verkaufte seine Waren auch auf Messen und Wochenmärkten und nahm auf diese Weise an zahlreichen Dorffesten teil, wo er Sardana tanzte und auch den Sardanatanz lehrte. Er war kein ausgebildeter Musiker; er war ein absolutes musikalisches und tänzerisches Naturtalent und spielte sehr gut Gitarre. Vom Sardana-Tanzen war er vollkommen besessen. Es fiel ihm leicht, die Arbeit zu verlassen und auf das ein oder andere Fest – oft begleitet von einer seiner Töchter – zum Tanzen zu gehen.
Seit 1850 gab es in Barcelona erstmals außerhalb der Provinz Girona Cobla-Konzerte mit Sardana-Aufführungen. In einem solchen Zusammenhang wurde Miquel Pardàs am 17. Juli 1859 als hervorragender Sardanatänzer aus dem Empordà anlässlich einer Sardanatanzveranstaltung im Teatre de la Zarzuela in Barcelona in der Presse erwähnt. Im Sommer 1860 machte Königin Isabella II. eine Reise durch die Balearen, Katalonien und Aragon. In diesem Zusammenhang organisierte man am 30. September und 1. Oktober 1860 am Montserrat ein großes Fest mit zahlreichen Chören und Volkstanzgruppen aus verschiedenen Regionen Kataloniens. Unter anderem waren die Cobla, also das Sardana-Orchester, von Pep Ventura und Tänzer von Miquel Pardàs eingeladen. Miquel Pardàs erschien mit einer seiner Töchter und zwei Tänzern in der traditionellen katalanischen Bauerntracht auf diesem Fest. Er erhielt von Königin Isabella II. eine Goldmedaille für seinen kulturellen Einsatz für die Sardana. Die Presse und Chroniken sprechen von 14.000 bis 15.000 Besuchern dieses Festes. Speziell die Cobla Pep Venturas und die von Miquel Pardàs geführten Tänze wurden in der Presse hoch gelobt.
Als Miquel Pardàs Witwer geworden war, zog er nach Barcelona um. Ab diesem Zeitpunkt führte er ein sehr unregelmäßiges und unstetes Leben. 1872 starb er im Alter von 54 Jahren im Hospital de Santa Creu in Barcelona, in demjenigen Gebäude, in dem sich heute die Katalanische Nationalbibliothek befindet. Es existiert keinerlei Bild von ihm.

## Das Verhältnis von Miquel Pardàs und Pep Ventura
Das Verhältnis von Miquel Pardàs und Pep Ventura ist untrennbar mit der Frage der Erfindung der Sardana llarga gekoppelt. Bis etwa 1840 wurde auf Dorf- und Stadtfesten im Empordà nur die Sardana curta getanzt. Irgendwann in den frühen 1840er-Jahren entstand durch komplexere Kombinationen von Tanzsätzen die Sardana llarga. Einige Autoren sehen in Miquel Pardàs, andere in Pep Ventura den Inspirator oder Erfinder der Sardana llarga. Gegen eine Erfindung der Sardana llarga durch Miquel Pardàs führten viele die Tatsache an, das dieser kein (ausgebildeter) Musiker, sondern „lediglich“ ein herausragender Tänzer war. Fest steht auf jeden Fall, dass sich ein herausragender Musiker und ein herausragender Tänzer wegen der Aufteilung und Integration von Schritten und Schrittfolgen in die komplexeren Sardana-llarga-Sätze miteinander abstimmen mussten. Anhänger der zweiten Meinung, sehen in Miquel Pardàs den großen Choreografen, was in der Mètodo per apendre de ballar sardanes llargues zum Ausdruck kommt und in Pep Ventura den Retter und Erneuerer der Sardana jetzt als Sardana llarga. Diese Sardana llarga verbreitete sich dann von Figueres ausgehend über die umliegenden Dörfer (auch über Torroella) bis Girona, Ripoll und Olot und trat ihren unaufhaltsamen Siegeszug an. Fest steht auch, dass bei diesem Siegeszug der Sardana zunächst in Figueras und später im Umland sowohl Miquel Pardàs als auch Musiker aus der Cobla von Pep Ventura den neuen Tanz lehrten und vermittelten.
Auf Basis der aktuell gegebenen Quellenlage kann jedenfalls nicht entschieden werden, ob Pep Ventura selbst der geniale musikalische Einfall der Sardana llarga gekommen ist, den dann Miquel Pardàs um die Choreografie erweitert hat, oder ob Miquel Pardàs diesen inspirierenden Einfall hatte, den Pep Ventura bereitwillig und gerne aufgenommen und dann auch kompositorisch in neue Sardanas umgesetzt hat. Anlässlich dieser Sachlage von dem gemeinsamen Wirken der beiden Freunde Pep Ventura und Miquel Pardàs und der ihnen nahe stehenden Personen stellt sich die Frage, ob überhaupt angemessenerweise von einem einzelnen Erfinder der Sardana llarga gesprochen werden kann, zumal sich diese als Einheit von Musik und Tanz darbietet.

## Privates
Miquel Pardàs wurde als viertes von acht Kindern von Baldiri Pardàs (* Torroella 1785 † ?) und Rosa Roure (* Verges 1785 † ?) in Verges geboren. Er wuchs mit insgesamt sieben Geschwistern auf. Sein Vater war Angestellter des Rathauses in Verges. Miquel Pardàs und seine Frau Dolors Roig i Saguer hatten am 13. Juni 1841 in Torroella geheiratet. Sie hatten sechs Kinder, von denen jedoch zwei sehr früh starben.